# Гук Ігор
І́гор Гук (нар. 22 січня 1952, Гданськ, Польща) — хірург-трансплантолог, громадський діяч. Доктор медицини, професор, іноземний член НАНУ (2000). Почесний професор Львівського медичного університету (1997). Почесний професор Тернопільського державного медичного університету імені І. Я. Горбачевського.

## Життєпис
Студіював медицину в Гданську (1969—1975), спеціалізувався у Віденському університеті (1976), де відтоді й працює професором в університетській хірургічній клініці. Член низки австрійських медичних та міжнародних наукових товариств. 15 грудня 1990 обраний відповідальним секретарем Українського лікарського товариства Австрії. Вивчає проблеми діагностики та оперативного лікування аневризм аорти, питання кардіохірургії і трансплантології, патофізіологічні аспекти ішемії м'язів, вплив оксиду азоту на судинну стінку, реперфузійні пошкодження органів. Здійснив понад 500 пересаджень нирок і печінки. Активний учасник українського громадсько-культурного життя в Австрії. Завдяки Гуку сотні молодих науковців різного фаху з України пройшли стажування в університетах і наукових інститутах Австрії.

## Праці
- L-Arginine Treatment Alters the Kinetics of Nitric Oxide and Superoxide Release and Reduces Ischemia // Circulation. 1997. Vol. 96.
- Nitric oxide is the mediator of both endothelium-dependent relaxation and hyperpolarization of the carotid artery // Proc. Natl. Acad. Sci. 1997. Vol. 94.
- Bioflavonoid zuercitin scavanges superoxide and increases nitric oxide concentration in ischemia-reperfusion injury in experimental study // Br. J. Surgery. 1998. Vol. 85 (усі — співавт.).
- EJVES 2012…